# Nevis
Vegeu Ben Nevis per la muntanya escocesa.
Nevis és una illa del Carib que forma part de l'estat de Saint Kitts i Nevis. El nom prové del que li va donar Cristòfor Colom el 1498: Nuestra Señora de las Nieves. Es divideix en cinc parròquies:
- Saint George Gingerland
- Saint James Windward
- Saint John Figtree
- Saint Paul Charlestown
- Saint Thomas Lowland